# Lista de parlamentares do Maranhão
Relacionamos a seguir a composição da bancada do Maranhão no Congresso Nacional após o Estado Novo em 1945 conforme ditam os arquivos do Senado Federal, Câmara dos Deputados e do Tribunal Superior Eleitoral, com a ressalva que mandatos exercidos via suplência serão citados apenas mediante morte, impedimento ou renúncia dos titulares ou nas hipóteses previstas no Art. 56 – I da Constituição.

## Organização das listas
Na confecção das tabelas a seguir foi observada a grafia do nome parlamentar adotado por cada um dos representantes do estado no Congresso Nacional, e quanto à ordem dos parlamentares foi observado o critério do número de mandatos e caso estes coincidam será observado o primeiro ano em que cada parlamentar foi eleito e, havendo nova coincidência, usa-se a ordem alfabética.

## Relação dos senadores eleitos
| Senadores eleitos     | Naturalidade           | Mandatos | Ano da eleição         | Notas                 | Referências         |
| --------------------- | ---------------------- | -------- | ---------------------- | --------------------- | ------------------- |
| Alexandre Costa       | Caxias, MA             | 04       | 1970, 1978, 1986, 1994 | [ nota 2 ] [ nota 3 ] | [ 5 ]               |
| Edison Lobão          | Mirador, MA            | 04       | 1986, 1994, 2002, 2010 | [ nota 4 ]            |                     |
| Vitorino Freire       | Pedra, PE              | 03       | 1947, 1954, 1962       |                       |                     |
| Sebastião Archer      | São Luís, MA           | 02       | 1954, 1962             |                       |                     |
| José Sarney           | Pinheiro, MA           | 02       | 1970, 1978             | [ nota 5 ] [ nota 6 ] | [ 6 ]               |
| Epitácio Cafeteira    | João Pessoa, PB        | 02       | 1990, 2006             |                       | [ 7 ]               |
| João Alberto Souza    | São Vicente Ferrer, MA | 02       | 1998, 2010             |                       |                     |
| Clodomir Cardoso      | São Luís, MA           | 01       | 1945                   | [ nota 7 ]            |                     |
| Pereira Júnior        | Alcântara, MA          | 01       | 1945                   | [ nota 8 ]            |                     |
| José Neiva            | Nova Iorque, MA        | 01       | 1947                   |                       |                     |
| Antônio Bayma         | Codó, MA               | 01       | 1950                   | [ nota 9 ]            |                     |
| Assis Chateaubriand   | Umbuzeiro, PB          | 01       | 1955                   | [ nota 9 ] [ nota 6 ] |                     |
| Eugênio de Barros     | Matões, MA             | 01       | 1958                   |                       |                     |
| Clodomir Millet       | Codó, MA               | 01       | 1966                   |                       |                     |
| Henrique de La Rocque | São Luís, MA           | 01       | 1974                   | [ nota 10 ]           |                     |
| João Castelo          | Caxias, MA             | 01       | 1982                   |                       | [ 8 ]               |
| Roseana Sarney        | São Luís, MA           | 01       | 2002                   | [ nota 11 ]           |                     |
| Roberto Rocha         | São Luís, MA           | 01       | 2014                   |                       |                     |
| Eliziane Gama         | Monção, MA             | 01       | 2018                   |                       |                     |
| Weverton Rocha        | Imperatriz, MA         | 01       | 2018                   |                       |                     |
| Flávio Dino           | São Luís, MA           | 01       | 2022                   | [ nota 12 ]           | [ 9 ] [ 10 ] [ 11 ] |
| Fontes:               |                        |          |                        |                       |                     |

## Relação dos deputados federais eleitos
| Deputados federais eleitos | Naturalidade                  | Mandatos | Ano da eleição                                       | Notas                   | Referências          |
| -------------------------- | ----------------------------- | -------- | ---------------------------------------------------- | ----------------------- | -------------------- |
| Sarney Filho               | São Luís, MA                  | 09       | 1982, 1986, 1990, 1994, 1998, 2002, 2006, 2010, 2014 |                         |                      |
| Cid Carvalho               | Rio Branco, AC                | 07       | 1954, 1958, 1962, 1966, 1982, 1986, 1990             | [ nota 13 ] [ nota 14 ] | [ 12 ]               |
| Pedro Novais               | Coelho Neto, MA               | 06       | 1990, 1994, 1998, 2002, 2006, 2010                   |                         |                      |
| Neiva Moreira              | Nova Iorque, MA               | 05       | 1954, 1958, 1962, 1998, 2002                         | [ nota 13 ] [ nota 15 ] | [ 13 ] [ 14 ]        |
| Eurico Ribeiro             | Pedreiras, MA                 | 05       | 1962, 1966, 1970, 1974, 1982                         |                         |                      |
| Vieira da Silva            | São Luís, MA                  | 05       | 1966, 1974, 1978, 1982, 1986                         |                         |                      |
| João Castelo               | Caxias, MA                    | 05       | 1970, 1974, 1998, 2002, 2014                         | [ nota 16 ]             | [ 8 ]                |
| Gastão Vieira              | São Luís, MA                  | 05       | 1994, 1998, 2002, 2006, 2010                         |                         |                      |
| Pedro Fernandes            | São Luís, MA                  | 05       | 1998, 2002, 2006, 2010, 2014                         |                         |                      |
| Cléber Verde               | Santa Luzia, MA               | 05       | 2006, 2010, 2014, 2018, 2022                         |                         |                      |
| Renato Archer              | São Luís, MA                  | 04       | 1954, 1958, 1962, 1966                               | [ nota 17 ]             | [ 15 ]               |
| Henrique de La Rocque      | São Luís, MA                  | 04       | 1958, 1962, 1966, 1970                               |                         |                      |
| José Burnett               | São Luís, MA                  | 04       | 1962, 1966, 1982, 1990                               |                         |                      |
| Magno Bacelar              | Coelho Neto, MA               | 04       | 1974, 1978, 1982, 1994                               |                         | [ 16 ]               |
| Jaime Santana              | São Luís, MA                  | 04       | 1982, 1986, 1990, 1994                               |                         |                      |
| Costa Ferreira             | Guimarães, MA                 | 04       | 1986, 1990, 1998, 2002                               |                         |                      |
| Francisco Coelho           | Balsas, MA                    | 04       | 1986, 1990, 1994, 1998                               |                         |                      |
| César Bandeira             | Vitorino Freire, MA           | 04       | 1990, 1994, 1998, 2002                               |                         |                      |
| Sebastião Madeira          | São Domingos do Maranhão, MA  | 04       | 1994, 1998, 2002, 2006                               |                         |                      |
| Nice Lobão                 | Recife, PE                    | 04       | 1998, 2002, 2006, 2010                               |                         |                      |
| Afonso Matos               | São Luís, MA                  | 03       | 1945, 1950, 1966                                     | [ nota 13 ]             |                      |
| Clodomir Millet            | Codó, MA                      | 03       | 1950, 1954, 1958                                     |                         |                      |
| Lister Caldas              | Teresina, PI                  | 03       | 1954, 1958, 1962                                     |                         |                      |
| Freitas Diniz              | Araioses, MA                  | 03       | 1966, 1970, 1978                                     |                         |                      |
| Temístocles Teixeira       | Pastos Bons, MA               | 03       | 1966, 1974, 1978                                     |                         |                      |
| Epitácio Cafeteira         | João Pessoa, PB               | 03       | 1974, 1978, 1982                                     |                         | [ 7 ]                |
| José Ribamar Machado       | Buriti, MA                    | 03       | 1974, 1978, 1982                                     |                         |                      |
| João Alberto Souza         | São Vicente Ferrer, MA        | 03       | 1978, 1982, 1994                                     |                         |                      |
| Vítor Trovão               | Axixá, MA                     | 03       | 1978, 1982, 1986                                     |                         |                      |
| Wagner Lago                | Pedreiras, MA                 | 03       | 1982, 1986, 2002                                     |                         |                      |
| Haroldo Saboia             | São Luís, MA                  | 03       | 1986, 1990, 1994                                     | [ nota 18 ]             |                      |
| Paulo Marinho              | Caxias, MA                    | 03       | 1990, 1998, 2002                                     |                         |                      |
| Domingos Dutra             | Buriti, MA                    | 03       | 1994, 2006, 2010                                     | [ nota 19 ]             |                      |
| Remi Trinta                | São Bento, MA                 | 03       | 1994, 1998, 2002                                     |                         |                      |
| Roberto Rocha              | São Luís, MA                  | 03       | 1994, 1998, 2006                                     |                         |                      |
| Ribamar Alves              | Santa Inês, MA                | 03       | 2002, 2006, 2010                                     | [ nota 20 ]             | [ 17 ]               |
| Waldir Maranhão            | São Luís, MA                  | 03       | 2006, 2010, 2014                                     |                         |                      |
| Aluísio Mendes             | Belo Horizonte, MG            | 03       | 2014, 2018, 2022                                     |                         |                      |
| André Fufuca               | Santa Inês, MA                | 03       | 2014, 2018, 2022                                     |                         |                      |
| Juscelino Filho            | São Luís, MA                  | 03       | 2014, 2018, 2022                                     | [ nota 21 ]             |                      |
| Rubens Pereira Júnior      | São Luís, MA                  | 03       | 2014, 2018, 2022                                     |                         |                      |
| Antenor Bogéa              | Grajaú, MA                    | 02       | 1945, 1950                                           |                         |                      |
| José Neiva                 | Nova Iorque, MA               | 02       | 1945, 1950                                           | [ nota 22 ]             |                      |
| Cunha Machado              | São Luís, MA                  | 02       | 1950, 1954                                           |                         |                      |
| Antônio Dino               | Cururupu, MA                  | 02       | 1954, 1958                                           |                         |                      |
| Newton Bello               | São Bento, MA                 | 02       | 1954, 1958                                           | [ nota 23 ]             |                      |
| Pedro Braga                | Barra do Corda, MA            | 02       | 1954, 1962                                           | [ nota 13 ]             |                      |
| José Sarney                | Pinheiro, MA                  | 02       | 1958, 1962                                           | [ nota 23 ]             |                      |
| Miguel Bahury              | São Luís, MA                  | 02       | 1958, 1962                                           | [ nota 24 ]             |                      |
| Ivar Saldanha              | Rosário, MA                   | 02       | 1962, 1966                                           |                         |                      |
| Américo de Souza           | Coroatá, MA                   | 02       | 1966, 1970                                           |                         |                      |
| José Marão Filho           | São Luís, MA                  | 02       | 1966, 1974                                           |                         |                      |
| Osvaldo Nunes Freire       | Grajaú, MA                    | 02       | 1966, 1970                                           |                         |                      |
| Pires de Saboia            | Independência, CE             | 02       | 1966, 1970                                           |                         |                      |
| Luís Rocha                 | Loreto, MA                    | 02       | 1974, 1978                                           |                         |                      |
| Edison Lobão               | Mirador, MA                   | 02       | 1978, 1982                                           |                         |                      |
| Nagib Haickel              | Pindaré-Mirim, MA             | 02       | 1978, 1982                                           |                         |                      |
| Enoc Vieira                | Esperantinópolis, MA          | 02       | 1982, 1986                                           |                         |                      |
| Albérico Filho             | Goiana, PE                    | 02       | 1986, 1998                                           |                         |                      |
| Davi Alves Silva           | Vitorino Freire, MA           | 02       | 1986, 1994                                           | [ nota 25 ]             |                      |
| José Carlos Sabóia         | Sobral, CE                    | 02       | 1986, 1990                                           | [ nota 18 ]             |                      |
| José Reinaldo Tavares      | São Luís, MA                  | 02       | 1990, 2014                                           | [ nota 26 ]             |                      |
| Roseana Sarney             | São Luís, MA                  | 02       | 1990, 2022                                           | [ nota 26 ]             |                      |
| Antônio Joaquim Araújo     | Codó, MA                      | 02       | 1994, 2002                                           |                         |                      |
| Eliseu Moura               | Oeiras, PI                    | 02       | 1994, 1998                                           |                         |                      |
| Mauro Fecury               | Rio Branco, AC                | 02       | 1994, 1998                                           |                         |                      |
| Clóvis Fecury              | Brasília, DF                  | 02       | 2002, 2006                                           |                         |                      |
| Carlos Brandão             | Colinas, MA                   | 02       | 2006, 2010                                           |                         |                      |
| Julião Amin                | São Luís, MA                  | 02       | 2006, 2014                                           |                         |                      |
| Pinto Itamaraty            | São Luís, MA                  | 02       | 2006, 2010                                           |                         |                      |
| Sétimo Waquim              | Timon, MA                     | 02       | 2006, 2010                                           |                         |                      |
| Hildo Rocha                | São Luís, MA                  | 02       | 2014, 2018                                           | [ nota 27 ]             |                      |
| João Marcelo Souza         | São Luís, MA                  | 02       | 2014, 2018                                           |                         |                      |
| Zé Carlos                  | São Luís, MA                  | 02       | 2014, 2018                                           |                         |                      |
| Gildenemir Sousa           | Monção, MA                    | 02       | 2018, 2022                                           |                         |                      |
| Josimar Maranhãozinho      | Várzea Alegre, CE             | 02       | 2018, 2022                                           |                         |                      |
| Júnior Lourenço            | São Luís, MA                  | 02       | 2018, 2022                                           |                         |                      |
| Júnior Marreca Filho       | São Luís, MA                  | 02       | 2018, 2022                                           |                         |                      |
| Márcio Jerry               | Colinas, MA                   | 02       | 2018, 2022                                           |                         |                      |
| Pedro Lucas Fernandes      | São Luís, MA                  | 02       | 2018, 2022                                           |                         |                      |
| Alarico Pacheco            | São Francisco do Maranhão, MA | 01       | 1945                                                 |                         |                      |
| Crepory Franco             | Aveiro, PA                    | 01       | 1945                                                 |                         |                      |
| Lino Machado               | Buriti, MA                    | 01       | 1945                                                 |                         |                      |
| Luís Carvalho              | Oeiras, PI                    | 01       | 1945                                                 |                         |                      |
| Odilon Soares              | Pinheiro, MA                  | 01       | 1945                                                 |                         |                      |
| Vitorino Freire            | Pedra, PE                     | 01       | 1945                                                 | [ nota 22 ]             |                      |
| Alfredo Duailibe           | São Luís, MA                  | 01       | 1950                                                 |                         |                      |
| Benedito Lago              | Chapadinha, MA                | 01       | 1950                                                 |                         |                      |
| José Matos                 | São Luís, MA                  | 01       | 1950                                                 |                         |                      |
| Paulo Ramos                | Caxias, MA                    | 01       | 1950                                                 |                         |                      |
| Lima Campos                | [ nota 28 ]                   | 01       | 1954                                                 | [ nota 29 ]             |                      |
| Alberto Aboud              | São Luís, MA                  | 01       | 1962                                                 |                         |                      |
| Joel Barbosa               | Parnarama, MA                 | 01       | 1962                                                 |                         |                      |
| Luís Coelho                | Benedito Leite, MA            | 01       | 1962                                                 |                         |                      |
| Luís Fernando Freire       | Rio de Janeiro, RJ            | 01       | 1962                                                 |                         |                      |
| Matos Carvalho             | Barreirinhas, MA              | 01       | 1962                                                 |                         |                      |
| Alexandre Costa            | Caxias, MA                    | 01       | 1966                                                 |                         |                      |
| Emílio Murad               | Codó, MA                      | 01       | 1966                                                 |                         |                      |
| Raimundo Bogéa             | Grajaú, MA                    | 01       | 1966                                                 |                         |                      |
| Edson Vidigal              | Caxias, MA                    | 01       | 1978                                                 |                         |                      |
| Bayma Junior               | Caxias, MA                    | 01       | 1982                                                 |                         |                      |
| João Rebelo                | Santarém, PA                  | 01       | 1982                                                 |                         |                      |
| Antônio Gaspar             | Viana, MA                     | 01       | 1986                                                 |                         |                      |
| Eliezer Moreira            | Rio de Janeiro, RJ            | 01       | 1986                                                 |                         |                      |
| Joaquim Haickel            | São Luís, MA                  | 01       | 1986                                                 |                         |                      |
| José Teixeira              | Teresina, PI                  | 01       | 1986                                                 |                         |                      |
| Onofre Corrêa              | Raul Soares, MG               | 01       | 1986                                                 |                         |                      |
| Daniel Silva Alves         | Santa Inês, MA                | 01       | 1990                                                 |                         |                      |
| Eduardo Matias             | Igarapé Grande, MA            | 01       | 1990                                                 |                         |                      |
| João Rodolfo               | Timon, MA                     | 01       | 1990                                                 |                         |                      |
| Ricardo Murad              | São Luís, MA                  | 01       | 1990                                                 |                         |                      |
| Nan Souza                  | São Vicente Ferrer, MA        | 01       | 1990                                                 |                         |                      |
| Márcia Marinho             | Caxias, MA                    | 01       | 1994                                                 |                         | [ 18 ]               |
| José Antônio Almeida       | São Luís, MA                  | 01       | 1998                                                 |                         |                      |
| Luciano Leitoa             | Parnaíba, PI                  | 01       | 2002                                                 |                         |                      |
| Terezinha Fernandes        | Barreirinhas, MA              | 01       | 2002                                                 |                         |                      |
| Davi Alves Silva Júnior    | Imperatriz, MA                | 01       | 2006                                                 |                         |                      |
| Flávio Dino                | São Luís, MA                  | 01       | 2006                                                 |                         |                      |
| Alberto Filho              | Bacabal, MA                   | 01       | 2010                                                 |                         |                      |
| Edivaldo Holanda Júnior    | São Luís, MA                  | 01       | 2010                                                 | [ nota 20 ]             | [ 19 ] [ 17 ] [ 20 ] |
| Hélio Santos               | Carlos Chagas, MG             | 01       | 2010                                                 |                         |                      |
| Lourival Mendes            | São Luís, MA                  | 01       | 2010                                                 |                         |                      |
| Luciano Moreira            | Uruoca, CE                    | 01       | 2010                                                 | [ nota 30 ]             | [ 21 ]               |
| Zé Vieira                  | Sousa, PB                     | 01       | 2010                                                 |                         |                      |
| Eliziane Gama              | Monção, MA                    | 01       | 2014                                                 |                         |                      |
| Júnior Marreca             | Salgueiro, PE                 | 01       | 2014                                                 |                         |                      |
| Victor Mendes              | Pinheiro, MA                  | 01       | 2014                                                 |                         |                      |
| Weverton Rocha             | Imperatriz, MA                | 01       | 2014                                                 |                         |                      |
| Bira do Pindaré            | Pindaré-Mirim, MA             | 01       | 2018                                                 |                         |                      |
| Edilázio Júnior            | São Luís, MA                  | 01       | 2018                                                 |                         |                      |
| Eduardo Braide             | São Luís, MA                  | 01       | 2018                                                 | [ nota 31 ]             | [ 22 ] [ 23 ]        |
| Gil Cutrim                 | São Luís, MA                  | 01       | 2018                                                 |                         |                      |
| Amanda Gentil              | Caxias, MA                    | 01       | 2022                                                 |                         |                      |
| Detinha Rodrigues          | Cariús, CE                    | 01       | 2022                                                 |                         |                      |
| Duarte Júnior              | Rio de Janeiro, RJ            | 01       | 2022                                                 |                         |                      |
| Fábio Macedo               | Dom Pedro, MA                 | 01       | 2022                                                 |                         |                      |
| Josivaldo Melo             | Jacundá, PA                   | 01       | 2022                                                 |                         |                      |
| Márcio Honaiser            | Carazinho, RS                 | 01       | 2022                                                 |                         |                      |
| Fontes:                    |                               |          |                                                      |                         |                      |

## Mandatos nas duas casas
Foram eleitos alternadamente para senador e deputado federal pelo Maranhão os seguintes políticos: Alexandre Costa, Clodomir Millet, Edison Lobão, Eliziane Gama, Epitácio Cafeteira, José Neiva, José Sarney, Roberto Rocha, Roseana Sarney, Vitorino Freire, Weverton Rocha.

## Origem dos parlamentares do estado
| Origem  | Senadores | Percentual |
| ------- | --------- | ---------- |
| MA      | 18        | 85,72%     |
| PB      | 2         | 9,52%      |
| PE      | 1         | 4,76%      |
| Total   | 21        | 100%       |
| Fontes: |           |            |

| Origem  | Deputados | Percentual |
| ------- | --------- | ---------- |
| MA      | 108       | 78,26%     |
| CE      | 5         | 3,62%      |
| PI      | 5         | 3,62%      |
| PE      | 4         | 2,90%      |
| MG      | 3         | 2,17%      |
| PA      | 3         | 2,17%      |
| RJ      | 3         | 2,17%      |
| AC      | 2         | 1,45%      |
| PB      | 2         | 1,45%      |
| DF      | 1         | 0,73%      |
| RS      | 1         | 0,73%      |
| n/d     | 1         | 0,73%      |
| Total   | 138       | 100%       |
| Fontes: |           |            |